# Comunitat germanòfona de Bèlgica
La Comunitat germanòfona de Bèlgica (en alemany: Deutschsprachige Gemeinschaft Belgiens) és una de les tres comunitats lingüístiques de Bèlgica, amb competències als nou municipis de l'est de Valònia, dins la província de Lieja.
Històricament formaren part dels ducats de Limburg, de Brabant i de Luxemburg, de les Disset Províncies (successivament borgonyons, espanyoles i austriaques) fins al 1795, de França fins al 1815, de Prússia fins al 1919, de Bèlgica des del 1919 amb un intermezzo alemany del 1940 al 1945. La capital és Eupen.
No s'ha de confondre amb les tres regions federals (Valònia, Brussel·les i Flandes). Tot i el seu nom, la Comunitat germanòfona de Bèlgica és una institució política i no pas un grup de persones. Al territori hi viuen 70.400 dels 110.000 germanòfons de Bèlgica

## Municipis de la Comunitat germanòfona
- Amel (Amblève)
- Büllingen (Bullange)
- Burg-Reuland
- Bütgenbach (Butgenbach)
- Eupen (1)
- Kelmis (La Calamine)
- Lontzen
- Raeren
- Sankt Vith (Saint-Vith)

## Administració

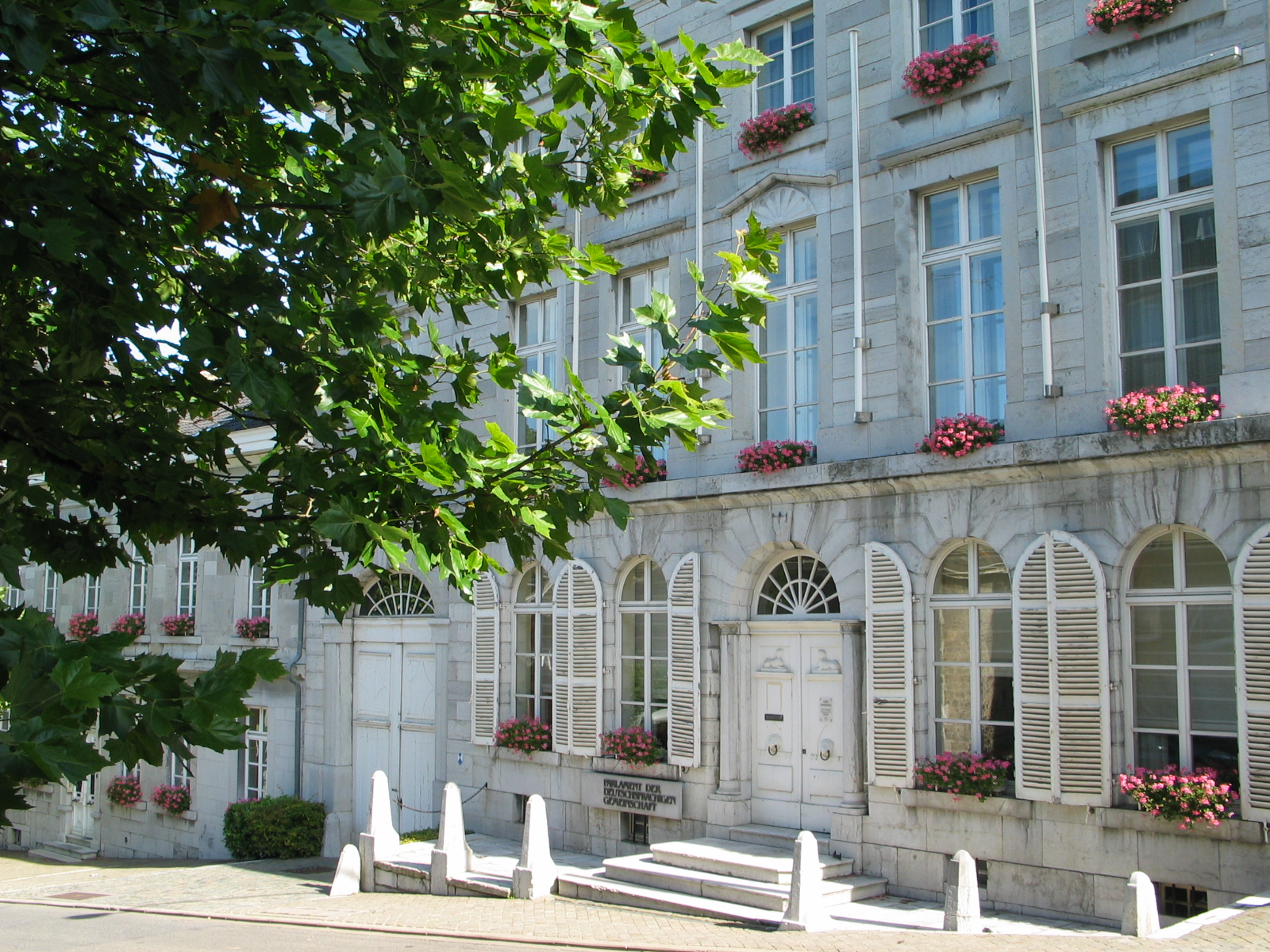
L'edifici del parlament de la Comunitat germanòfona, a Eupen

Gaudeix d'un Parlament de la Comunitat germanòfona de Bèlgica, de 25 membres elegits que nomena un govern format per tres ministres, competents per a les afers de les persones (cultura, educació, salut…). Els afers territorials escauen a la Valònia, tot i que la regió va cedir unes competències territorials com l'urbanisme, etc. Ara ja compten amb una emissora de ràdio. La llengua oficial és l'alemany, però els francòfons tenen facilitats. La llengua escolar també és l'alemany, el francès s'ensenya des de l'escola primària com a segona llengua.
El principal diari és Grenz Echo, publicat a Eupen.